# Трахеи

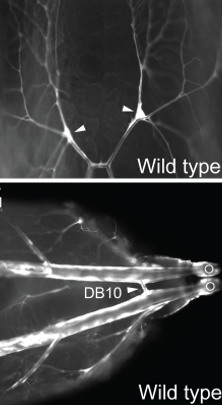
Трахеи дрозофилы

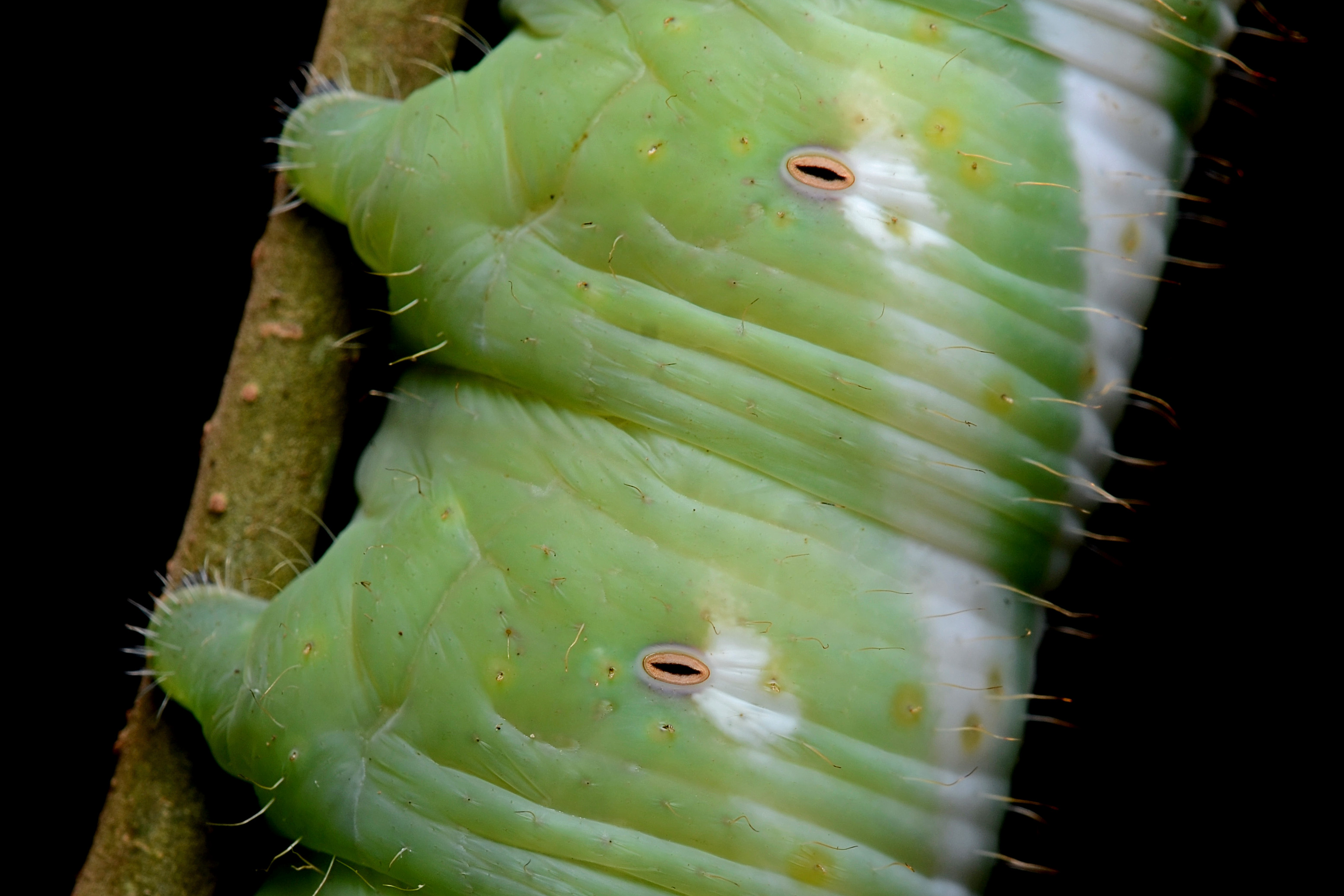
Дыхальце гусеницы бражника

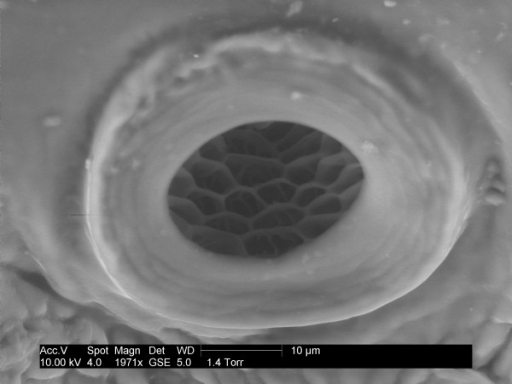
Дыхальце вши.

Трахе́и — органы дыхания у членистоногих и онихофор. Представляют собой ветвистые трубочки, с помощью которых осуществляется газообмен в тканях некоторых членистоногих (многоножек, насекомых, паукообразных). По степени развития различаются у представителей разных групп.
Трахеи открываются наружу дыхальцами, которые располагаются на верхней стороне по бокам средне- и заднегруди и на поверхности первых брюшных сегментов.

## Морфология и происхождение
Трахеи являются тонкими разветвленными трубочками эктодермального происхождения. В эмбриогенезе животных они возникают как глубокие впячивания покровов. Стенки трахей состоят из однослойного эпителия и выстланы кутикулой. Последняя состоит из толстой хитиново-белковой прокутикулы и тонкого кутикулинового слоя эпикутикулы. У насекомых прокутикула образует спиральные утолщения (тенидии), которые препятствуют слипанию стенок трахей. Наружу трубочки открываются парными отверстиями — дыхальцами или стигмами. Каждое дыхальце насекомых обслуживает три поперечные трахеи, соединённые между собой тремя парами продольных трахей. От этих основных стволов отходят разветвления к тканям и органам. Они заканчиваются тонкими трубочками диаметром 1—2 мкм — трахеолами. Концы трахеол или лежат на поверхности отдельных клеток, или входят внутрь их.

## Дыхательная функция
Кислород из трахеол непосредственно диффундирует в клетки, а углекислый газ — из тканей в трахеолы. Кислород из воздуха, заполняющего трахейную систему, транспортируется к отдельным клеткам тела путём диффузии. В клетках он сразу же потребляется, поэтому в трахейной системе возникает градиент парциального давления кислорода, направленный внутрь тела. Кроме того, многих насекомых характеризует активная вентиляция трахей. У крылатых насекомых она осуществляется в полете за счет действия крыловых мышц, которые одновременно с колебаниями крыльев нагнетают воздух в трахеи и выталкивают его из воздушных мешков к мышцам. Крупные членистоногие часто осуществляют специальные дыхательные движения: одни накачивают воздух за счет ритмичных расширений брюшных сегментов, другие — телескопического надвигающейся их одного на другой. У большинства насекомых одни дыхальца при вдохе открываются, другие — закрываются, а при выдохе — наоборот. В промежутках между вдохом и выдохом все дыхальца закрыты. Количество дыхательных движений в минуту колеблется в зависимости от температуры окружающей среды, физиологического состояния насекомого и его вида — от 5—6 до 150 и более. Закрытие стигм между дыхательными движениями способствует уменьшению испарения воды. Ввиду развития трахейной системы, кровеносная система трахейнодышащих лишена функции газообмена. Непосредственный транспорт газов через трахеи к тканям и клеткам энергетически значительно менее затратен, чем многоэтапная система дыхания позвоночных (органы дыхания — кровь — межклеточная жидкость — ткани). Однако такое строение дыхательной системы эффективно только при малых размерах тела, поскольку при увеличении массы мышцы не способны накачать достаточное количество воздуха в клетки. Именно благодаря непосредственной доставке кислорода к клеткам могут функционировать асинхронные крыловые мышцы. В мышцах позвоночных животных дефицит кислорода во время усиленной работы приводит к их усталости. У пауков окончания трахей омываются гемолимфой, таким образом функцию газообмена принимает на себя кровеносная система. Число дыхательных движений различается у разных насекомых и в разном состоянии: домашняя пчела совершает при работе 120 дыхательных движений в минуту, в покое — 40; при повышении температуры воздуха их число у саранчовых повышается с 6 до 26 и более.

## Модификации системы трахей
В зависимости от наличия дыхалец трахейные системы разделяют на открытые и закрытые. Открытая система характерна для наземных членистоногих, которые дышат атмосферным кислородом. Закрытую систему имеют водяные личинки насекомых, у которых трахеи снаружи замкнуты, а дыхальца соединяют внутреннюю трахейную систему с трахеями, разветвленными в тонкостенных пленочных или ветвистых выростах — трахейных жабрах. Эти трахеи тоже наполнены воздухом, и газообмен осуществляется с водой через жаберную поверхность.

## Особенности строения трахейной системы

### Насекомые

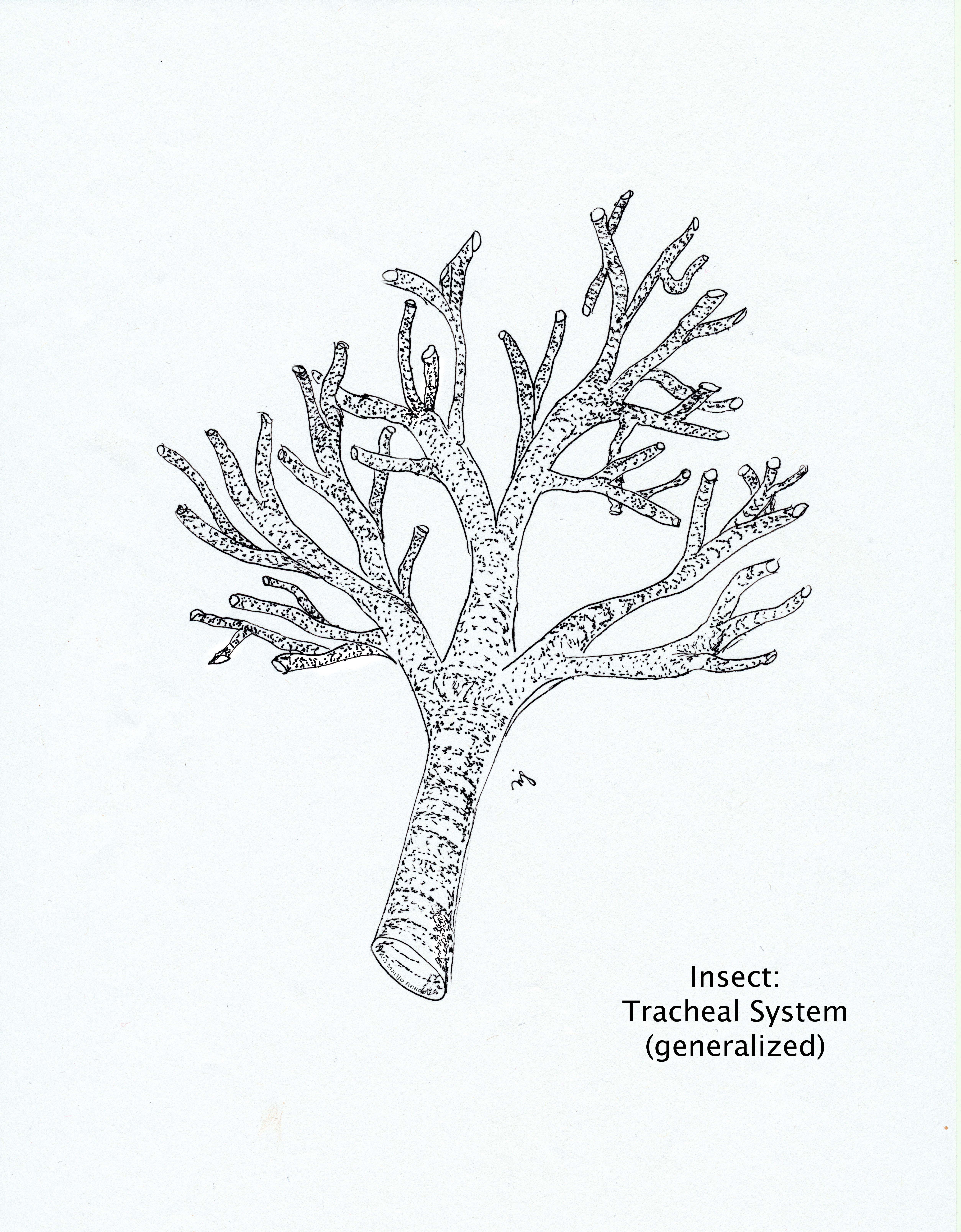
Схема строения трахей у насекомых

У насекомых две пары стигм расположены соответственно на средне- и заднегруди. На первых восьми сегментах брюшка также находится по паре стигм, однако количество их может уменьшаться. Стигмы насекомых имеют достаточно сложно устроенный замыкающий аппарат, который обслуживается одной или двумя мышцами и имеет специальную систему фильтрации воздуха, построенную из многочисленных разветвленных щетинок. У хорошо летающих насекомых на продольных трахейных стволах образуются расширения — воздушные мешки. Они не имеют тенидиев и могут изменять объём. Воздушные мешки участвуют в вентиляции крыловой мускулатуры во время полета и выполняют аэростатических функцию, способствуя уменьшению удельной массы тела. У многих эндопаразитических личинок трахейная система частично или полностью редуцирована, а дыхание осуществляется через покровы. Некоторые паразитические насекомые соединяют свою трахейную систему с трахеями животного-хозяина, другие прорывают его покровы, выставляя дыхальца наружу.
В зависимости от числа дыхалец трахейная система насекомых может относиться к одному из следующих типов:
1. голопнейстическая — имеется 2 пары грудных и 8 пар брюшных дыхалец, характерная для большинства имаго и личинок гемиметаболических насекомых;
2. гемипнейстическая (голометаболические насекомые, их личинки и куколоки). В свою очередь в ней выделяют несколько подтипов:

- - перипнейстическая (на груди 1 пара дыхалец);
  - амфипнейстическая (1 пара грудных дыхалец и 2-3 пары на передних сегментах брюшка);
  - метапнейстическая (только 1 пара дыхалец на конце брюшка)
  - апнейстическая (дыхальца отсутствуют и воздух проникает через поверхность всего тела или с помощью трахейных жабр — водные личинки, личинки наездников и мух-тахин).

### Многоножки
У губоногих многоножек система трахей хорошо развита. Пара дыхалец находится на каждом сегменте тела. Веточки трахей из различных сегментов соединяются между собой, образуя общую сеть в пределах организма. В двупароногих многоножек трахейная система начинается дыхальцами, которые расположены у основания ног на каждом сегменте (кроме нескольких передних). Стигм по две пары на сегмент, как и ног. Каждая стигма ведет в мешкообразное расширение, от которого отходят более или менее разветвленные трахеи, поставляющие кислород к органам соответствующего сегмента. В отличие от губоногих и насекомых, у диплопод единая трахейная система не образуется. Симфилы имеют только одну пару дыхалец, расположенную на голове позади усиков. Трахеи, отходящие от стигм, слабо разветвлены, их ветви заходят только в голову и три передних сегмента.

### Паукообразные
У паукообразных форма, количество и место расположения стигм, толщина трахейных стволов и степень их разветвления очень сильно варьируют между группами. Лучше всего развита трахейная система у сольпуг. Основные трахейные стволы открываются у них несколькими парами дыхалец на головогруди и брюшке и одним нечетным дыхальцем на IV сегменте брюшка. Трахеи, отходя от дыхалец, объединяются в мощные продольные стволы, которые связаны перемычками и расходятся многочисленными ветвями к органам. В стенках трахей сольпуг есть спиральные утолщения кутикулы, подобные тенидиям насекомых.
Большинство пауков, наряду с легкими, имеет ещё и трахеи, хотя четырёхлегочные трахей не имеют, а некоторые тропические виды дышат только трахеями. Чаще всего у них есть только одно брюшное дыхальце, от которого отходят две пары слепо замкнутых неразветвленных трубочек, выстланных тонкой кутикулой без спиральных утолщений. Трахеи омываются гемолимфой, так что газообмен осуществляется с участием кровеносной системы.
В сенокосцев дыхательная система представлена хорошо разветвленными трахеями, пронизывающими всё тело. Они открываются дыхальцами на первом и втором сегментах брюшка.